# Araçoia
Araçoia ou arazoia (do tupi antigo araso'iá) é uma saia feita de penas de aves como a ema e a arara. Costumava ser usada por alguns povos ameríndios.
São importantes exemplos da arte plumária indígena brasileira, principalmente do período do Brasil Colônia.

## Influência na toponímia
O termo tupi antigo gerou o atual topônimo Araçuaí, que significa "rio das araçoias" (araso'iá, araçoia e 'y, rio).

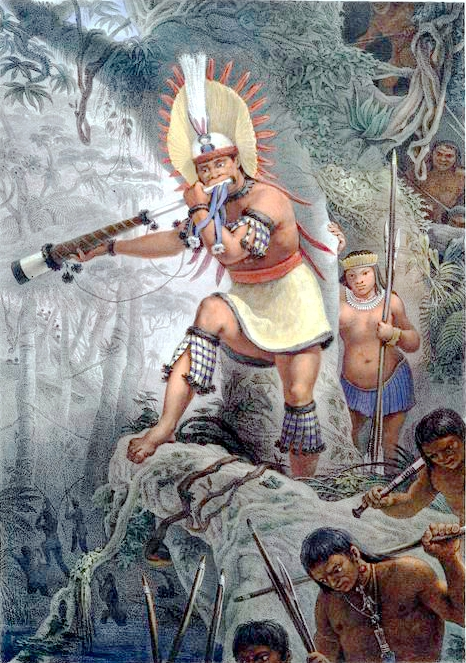
Pintura de Jean-Baptiste Debret de 1834-1839 mostrando índios coroados (bororos) usando araçoias.